# Ferrocarril de Cariñena a Zaragoza
El  ferrocarril de Cariñena a Zaragoza fue un ferrocarril de vía estrecha construido a finales del siglo XIX para enlazar ambas localidades aragonesas. 
El ferrocarril revolucionó la comarca del Campo de Cariñena al facilitar la exportación del vino local y llegó incluso a plantearse la expansión de la red. Sin embargo, las plagas del siglo XIX limitaron la producción y condenaron al ferrocarril a la mera subsistencia. En 1913 esta línea férrea fue adquirida por la Compañía del Ferrocarril Central de Aragón, que comenzó a expandirse en el sector ferroviario de la región. La decisión de esta compañía de conectar su línea Calatayud-Valencia con Zaragoza conllevó la construcción de una nueva línea Caminreal-Zaragoza, que dejó sin servicio la línea en ancho métrico y supuso el fin del ferrocarril original de Cariñena.

## Historia

### Orígenes
Durante la década de 1850, en Cariñena hubo varios estudios y proyectos de ferrocarril que la unieran con ciudades como Zaragoza por Ricla o Teruel, aunque no llegaron a realizarse.
En 1881 comenzaron los trámites administrativos por parte del Ministerio de Obras Públicas de España que llevaron a la concesión en 1882 y la aprobación el 24 de diciembre de 1884 de los derechos a Juan Font Iglesias, ingeniero vinculado a la banca barcelonesa y al cónsul danés German Schierberk. El 17 de enero de 1885 se constituyó así la Sociedad del “Ferrocarril de Cariñena a Zaragoza”, que construiría y explotaría la línea. El ferrocarril fue inaugurado el 10 de agosto de 1887.
La inauguración fue un evento social en el que participaron, entre otros, los alcaldes de la zona, Schierberk, el obispo auxiliar de Zaragoza Vicente Alda y Sancho, el gobernador civil y los diputados de la provincia. Se trató desde sus comienzos de un tren ligado a la industria vinícola de Cariñena, que pudo así acceder a otros mercados a costes razonables. La producción de la comarca se enfocó a la venta a gran escala en vez de al autoconsumo. Además, se permitía el viaje en el día a la capital regional, por un precio asequible y con dos frecuencias diarias.

### Madurez
A pesar de este éxito, en seguida se vieron limitaciones en la red. En Zaragoza, no se enlazaba con las redes de MZA ni de Norte y al sur faltaban correspondencias con el Ferrocarril Central de Aragón en Calatayud. En 1903 se inauguró la necesaria conexión en Zaragoza tras juicios con asociaciones de regantes de Miralbueno. También se conectó con la red tranviaria con la línea 2 que se ideó para interconectar las estaciones de Campo Sepulcro y la estación de Cariñena de Zaragoza sobre 1890. Mientras, en el lado de Cariñena surgieron propuestas para ampliar el ferrocarril con un ramal a Ricla y de emplear parte del trazado para el ferrocarril minero de Utrillas.
Sin embargo, la crisis económica que padeció el campo de Cariñena a partir de 1903-1905 arruinó el margen económico de la línea. La plaga de la filoxera de la vid en España y el mildiu dañaron los cultivos, que además habían visto un aumento de los impuestos a las bebidas alcohólicas.  Los intentos de ampliar la red fracasaron por falta de fondos y por la negativa de la empresa Minas y Ferrocarriles de Utrillas de depender de otras compañías. Mientras, el Ferrocarril Central de Aragón hacía la competencia con su línea desde Calatayud. La Exposición Hispano-Francesa de 1908 levantó temporalmente el tráfico de viajeros de la línea, pero para 1909 la situación financiera empezó a ser crítica:

La disminución en el movimiento de viajeros se explica perfectamente, teniendo en cuenta que el año con que se compara fue excepcional, en razón a que durante su transcurso se celebró en Zaragoza la Exposición franco-española que atrajo gran números de forasteros a dicha ciudad. Pero, no se debe solo a esta circunstancia la expresada disminución, sino que contribuyó al retraimiento de viajeros en 1909 el malestar del país por la falta de elemento de producción que constituye su mayor riqueza. Esta segunda causa no tiene el carácter transitorio de la primera sino que es y será persistente mientras dure la crisis producida por la invasión filoxérica
 Memoria de la Junta General de Accionistas del 6 de mayo de 1910, recogido en la Revista Vía Estrecha, nº 21 (diciembre de 2011)

En abril de 1913, la compañía fue adquirida por el Ferrocarril Central de Aragón, que empezaba a concentrar el sector ferroviario al sur de Zaragoza. Las nuevas perspectivas de una concesión de Caminreal a Zaragoza, enlazando la capital aragonesa con las líneas de Teruel y Valencia y reduciendo el camino del canfranero en 50 km en su transitar desde el Levante a Francia, hacían interesante el control de este pequeño ferrocarril independiente para no tener pagar indemnizaciones por la competencia en la concesión.

### Decadencia
Con la inauguración de la línea de ancho ibérico Caminreal-Zaragoza, el antiguo ferrocarril quedó fuera de servicio el 28 de febrero de 1933. La antigua estación en Zaragoza fue abandonada en favor una nueva estación que recibió el nombre de estación de Caminreal. En 1933 se consumó su demolición para urbanizar la parcela y descongestionar el barrio de las Delicias. Por su parte, el de vía estrecha trazado entre Zaragoza y Cariñena fue desmantelado.

## Trazado
En Zaragoza la línea nacía en una estación terminal sita en la calle Santander, que hoy en día no se conserva (aunque se ve en las imágenes de Gigantes y cabezudos de Florián Rey), tras lo que discurría hacia el sur de la ciudad por la actual Avenida de la Duquesa de Villahermosa, con una parada en el puente de la Casa Blanca (en la zona de la actual calle de la vía). Tras ello, enfilaba la ribera del río Huerva y pasaba por localidades como Cuarte de Huerva, Cadrete y María de Huerva, donde cruzaba por el puente de los canales. Seguía hacia el sur por la campiña de Botorrita, Mozota y Muel, que compartían estación, y finalmente por Longares, donde destacaba la obra del barranco de La Torrubia, hasta llegar a las afueras de Cariñena. Dado su objetivo de convertirse en un tren de mercancías, no llegaba hasta el propio pueblo sino que tenía su cabecera junto a las bodegas que producían el principal producto de la región.

## Material móvil
La línea contó para su servicio con cinco locomotoras de Sharp, Stewart and Company. Estas fueron:
- "Sofía" (n.º 3339)
- "Aragón" o "Pilar" (n.º 3340)
- "Montserrat" (n.º 3341)
- "Pilar" o "Aragón" (n.º 3342)
- "Cataluña" (n.º 3343)